# Cambra de Representants de Nova Zelanda
La Cambra de Representants de Nova Zelanda és l'única cambra de la legislatura de Nova Zelanda. La Cambra de Representants juntament amb el Monarca de Nova Zelanda formen el Parlament de Nova Zelanda. Nova Zelanda utilitza el sistema de govern Westminster, i és governat per un gabinet i un primer ministre comandant una majoria a la Cambra de Representants.
La Cambra de Representants és composta usualment per 120 membres (tot i que actualment hi ha 121 degut a un escó «sobresortit») democràticament votats coneguts com a diputats. Els diputats són votats per terminis limitats fins a la dissolució de la legislatura al cap de tres anys.

## Nom
El nom oficial de la Cambra de Representants originalment era «Assemblea General» fins al 1986 quan va ser rebatejat amb el nom actual. Va ser canviat, ja que des del segle xix popularment era coneguda com a Cambra de Representants. Comunament és referit com al «Parlament» avui en dia.

## Diputats
La Cambra de Representants és modelada a partir de la Cambra dels Comuns del Regne Unit. Normalment consisteix en 120 membres coneguts com a diputats. Els escons en la cambra formen un disseny d'una ferradura de cavall, amb els membres del partit o coalició governant asseient-se a la dreta del portaveu i els membres de l'oposició sentant-se oposadament. El portaveu és l'encarregat de mantenir ordre a la cambra.
El poder executiu del govern neozelandès (el gabinet) pren els seus membres exclusivament de la Cambra de Representants, basat en quin partit o partits guanyen la majoria electoral. El primer ministre lidera el govern i el governador general s'encarrega de les accions que en el seu lloc hauria d'encarregar-se el monarca de Nova Zelanda (Carles III). El governant Partit Laborista, encapçalat per la primera ministra Jacinda Ardern, va guanyar les eleccions amb una aclaparadora victòria contra el Partit Nacional, encapçalat per Judith Collins. Al guanyar 65 dels 120 escons, els laboristes van poder formar el Sisè Govern Laborista per a un segon mandat sense el suport de cap altre partit. Va ser la primera vegada que un partit polític de Nova Zelanda va aconseguir un govern en majoria sota el sistema de representació proporcional mixta introduït el 1996. Els laboristes també van aconseguir el percentatge més alt de vot popular (50,01%) per a qualsevol partit polític des de les eleccions generals de 1951. Així mateix, aquesta elecció va ser el pitjor resultat per al Partit Nacional des de 2002, i un dels pitjors de la seva història.

## Eleccions
Les eleccions a la Cambra de Representants són fetes emprant el sistema electoral de representació proporcional mixta, el qual és un sistema de representació proporcional. El sistema de representació proporcional mixta significa que hi ha una varietat de partits presents a la Cambra de Representants —actualment hi ha vuit partits. Aquest sistema va reemplaçar l'antic sistema electoral majoritari després d'un referèndum el 1993. El primer cop que s'utilitzà aquest mètode fou en les eleccions de 1996.

### Resultats de les últimes eleccions
Resultats de les eleccions a la Cambra de Representants de Nova Zelanda del dissabte 17 d'octubre de 2020.
| Partit               | Partit                                                              | Vots      | % de vots | % de vots | Escons    | Escons    | Escons    | Escons    |
| Partit               | Partit                                                              | Vots      | %         | /-+       | Electorat | Llista    | Total     | /-+       |
| -------------------- | ------------------------------------------------------------------- | --------- | --------- | --------- | --------- | --------- | --------- | --------- |
|                      | Partit Laborista                                                    | 1.443.545 | 50,01     | 13,12     | 46        | 19        | 65        | 19        |
|                      | Partit Nacional                                                     | 738.275   | 25,58     | 18,87     | 23        | 10        | 33        | 23        |
|                      | ACT Nova Zelanda                                                    | 226.757   | 7,86      | 1,59      | 1         | 9         | 10        | 2         |
|                      | Partit Verd                                                         | 219.031   | 7,59      | 7,08      | 1         | 9         | 10        | 9         |
|                      |                                                                     |           |           |           |           |           |           |           |
|                      | Partit Maorí                                                        | 33.630    | 1,17      | 0,01      | 1         | 1         | 2         | 2         |
|                      |                                                                     |           |           |           |           |           |           |           |
|                      | Nova Zelanda Primer                                                 | 75.020    | 2,60      | 4,60      | 0         | 0         | 0         | 9         |
|                      | Partit de les Oportunitats                                          | 43.449    | 1,51      | 0,94      | 0         | 0         | 0         | =0        |
|                      | Nou Partit Conservador                                              | 42.615    | 1,48      | 1,24      | 0         | 0         | 0         | =0        |
|                      | Partit Avanci Nova Zelanda                                          | 28.434    | 0,99      | Nou       | 0         | 0         | 0         | Nou       |
|                      | Legalització del Cànnabis                                           | 13.329    | 0,46      | 0,15      | 0         | 0         | 0         | =0        |
|                      | ONE Party                                                           | 8.121     | 0,28      | Nou       | 0         | 0         | 0         | Nou       |
|                      | Visió Nova Zelanda                                                  | 4.237     | 0,15      | Nou       | 0         | 0         | 0         | Nou       |
|                      | Nova Zelanda a l'aire lliure                                        | 3.256     | 0,11      | 0,05      | 0         | 0         | 0         | =0        |
|                      | Partit de l'Aliança dels Contribuents i Emprenedors de Nova Zelanda | 2.414     | 0,08      | Nou       | 0         | 0         | 0         | Nou       |
|                      | Nova Zelanda Sostenible                                             | 1.880     | 0,07      | Nou       | 0         | 0         | 0         | Nou       |
|                      | Partit del Crèdit Social                                            | 1.520     | 0,05      | 0,02      | 0         | 0         | 0         | =0        |
|                      | Cor                                                                 | 914       | 0,03      | Nou       | 0         | 0         | 0         | Nou       |
| Total                | Total                                                               | 2.886.420 | 100.00    |           | 72        | 48        | 120       | 0         |
| Vots nuls            | Vots nuls                                                           | 21.372    |           |           |           |           |           |           |
| Vots no admesos      | Vots no admesos                                                     | 11.281    |           |           |           |           |           |           |
| Total de vots emesos | Total de vots emesos                                                | 2.919.073 |           |           |           |           |           |           |
| Participació         | Participació                                                        | 82.24     | 82.24     | 82.24     | 82.24     | 82.24     | 82.24     | 82.24     |
| Registrats           | Registrats                                                          | 3.549.580 | 3.549.580 | 3.549.580 | 3.549.580 | 3.549.580 | 3.549.580 | 3.549.580 |